# Trzebiechów (wieś w powiecie zielonogórskim)
Trzebiechów (niem. Trebschen) – wieś w Polsce położona w województwie lubuskim, w powiecie zielonogórskim, w gminie Trzebiechów.
Położona w pradolinie Odry (Kotlina Kargowska) 18 km na wschód od Zielonej Góry. W latach 1975–1998 należała administracyjnie do województwa zielonogórskiego.

## Historia
Istnieje od co najmniej XIII wieku. Od XV do połowy XVIII wieku własność pochodzącej z Czech rycerskiej rodziny von Troschke. Regularne, barokowe rozplanowanie zabudowy zachowane z XVIII wieku, gdy miejscowość otrzymała prawa miejskie (1707).
W XVIII wieku Trzebiechów przeżywał okres świetności, opierając swój rozwój na sukiennictwie istniejącym tu od drugiej połowy XVII wieku (osadnictwo sukienników ze Śląska). Rozwój przemysłu włókienniczego w okolicznych miejscowościach doprowadził jednak do marginalizacji Trzebiechowa, który w 1873 roku utracił prawa miejskie.
Punktem centralnym zabudowy jest główna droga (oś północ-południe), tworząca plac w swej środkowej, poszerzonej części.

## Zabytki
Do wojewódzkiego rejestru zabytków wpisane są:
- kościół ewangelicki, obecnie rzymskokatolicki parafialny pod wezwaniem Wniebowzięcia NMP, klasycystyczny z 1823[6], znajduje się na południowym krańcu głównej drogi
- aleja dębowa, wzdłuż drogi do Ostrzyc, z końca XIX wieku
- aleja dębowa, wzdłuż drogi po wschodniej stronie parku, z XIX wieku
- zespół pałacowo-parkowy, z połowy XIX wieku, znajduje się na północnym krańcu głównej drogi:
  - Pałac w Trzebiechowie, istnieje w swej renesansowej formie od XIX wieku, gdy wieloletnią przebudowę barokowej siedziby zakończył ówczesny właściciel Trzebiechowa – książę Henryk VII von Reuss. Obecnie w pałacu mieści się szkoła podstawowa, gimnazjum oraz baza noclegowa
  - dwie oficyny związane z pałacem, klasycystyczne powstałe na początku XIX w., w jednej obecnie mieści się Urząd Gminy oraz Trzebiechowski Ośrodek Kultury, znajdują się w otoczeniu pałacu
  - park krajobrazowy istniejący tu od 1670 roku, rozciąga się na północ od pałacu, część południową wieńczy reprezentacyjna brama wjazdowa; obecnie park w stylu angielskim założony w XIX wieku na 12 ha. Na jego terenie stwierdzono występowanie ok. 300 gatunków roślin naczyniowych, z czego ok. 40 gatunków to drzewa. Wiele z nich to pomniki przyrody, głównie dęby szypułkowe, lipy szerokolistne i drobnolistne oraz buki. Inne występujące tu drzewa to olsze, graby, jesiony, klony, platany, wiązy oraz gatunki obce takie jak cypryśnik błotny, cyprysik nutkajski, choina kanadyjska, daglezja zielona, modrzew japoński, świerk kłujący, sosna wejmutka, kasztan jadalny, dąb czerwony, klon tatarski, platan klonolistny, magnolia pośrednia. Autorem założenia parkowego był znany ogrodnik Paul Lorenz z Zwickau[6].

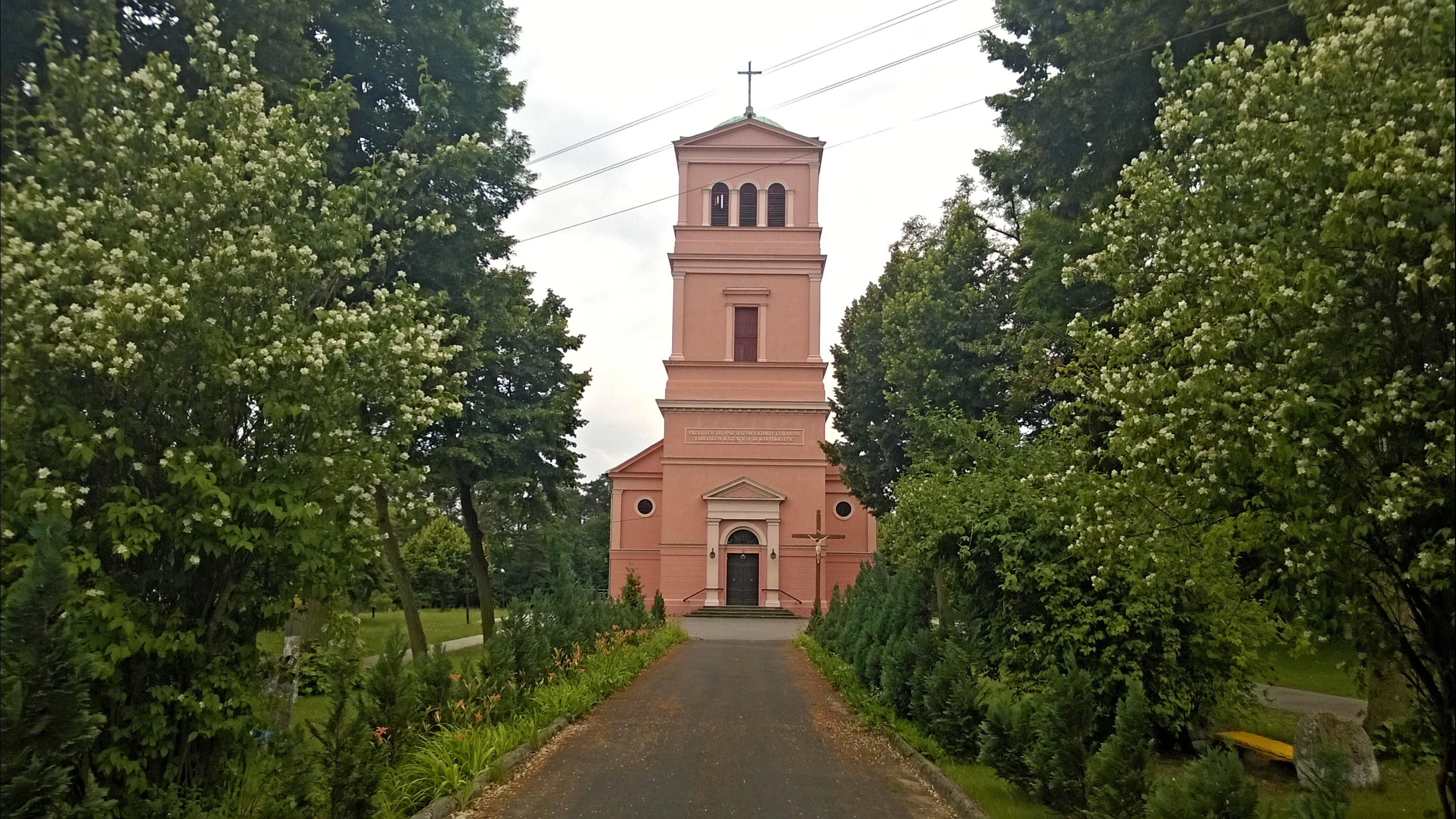
Kościół Wniebowzięcia Najświętszej Maryi Panny w Trzebiechowie

- zespół sanatoryjny, ul. Sulechowska 1, z lat 1903–1905; na początku XX wieku Trzebiechów zyskał pewną popularność jako miejscowość o charakterze uzdrowiskowym. Z inicjatywy księżnej Marii Aleksandry, żony księcia Henryka VII, powstał tu okazały ośrodek sanatoryjny wraz z parkiem; przemianowany w 1920 roku na sanatorium przeciwgruźlicze. Po wojnie większość budynków sanatorium utrzymała swe uzdrowiskowe funkcje i zachowała pierwotną architekturę. Obecnie mieści się tu Dom pomocy społecznej. Na początku XXI wieku o Trzebiechowie zrobiło się głośno, gdy odkryto, iż wystrój i wyposażenie wnętrz w budynkach sanatorium zaprojektował jeden z czołowych twórców secesji – Henry van de Velde. Duża część unikatowego wyposażenia, jedynego w Polsce dzieła artysty, zachowała się w stanie niezmienionym do dziś i jest udostępniana zwiedzającym. Cały kompleks zajmuje 2,5 ha:
  - sanatorium budynek główny
  - budynek administracyjny
  - łącznik galeria
  - dom mieszkalny z portiernią
  - stolarnia
  - wiata
  - garaże
  - świniarania, obecnie warsztaty
  - kostnica
  - park
  - ogrodzenie z bramą.

inne obiekty zespołu pałacowego:
- ujeżdżalnia koni wraz ze stajniami, w których po II wojnie światowej mieściły się Państwowe Zakłady Zbożowe przejęte przez gminę w 1998 roku na halę sportową wraz z zapleczem.